# Siribhoovalaya
Siribhoovalaya (Kannada: ಸಿರಿಭೂವಲಯ) je jedinstveno višejezično djelo, koji je napisao džainistički redovnik Kumudendu Muni. Djelo je jedinstveno i po tome što ne porabi abecede, već je u potpunosti napisano u Kannada brojevima 1-64.
Saangathya metar uobičajen u klasičnom Kannada pjesništvu je utiliziran u djelu. Djelo je strukturirano u različnim uzorcima ili bandhama u obliku 729 (27×27) koji predstavljaju abecede u otprilike 18 pisama i više od 700 jezika. Neki od razriješenih uzoraka su  Chakrabandha, Hamsabandha, Varapadmabandha, Sagarabandha, Sarasabandha, Kruanchabandha, Mayurabandha, Ramapadabandha, Nakhabandha, itd. Čim se neki od ovih uzoraka odredi i dekodira, sadržaj se može pročitati. S obzirom na to da nijedan suvremeni pandit ne umije tečno iščitavati drevne ezoterične metričke uzorke, djelo se dekodira uz pomoć računala.
Djelo se procjenjuje da ima oko 600 000 stihova, gotovo 6 puta više od staroindijskog epa Mahabharata, koje je sȃmo 8 puta veće od Ilijade i Odiseje skupa.  Sveukupno sadrži 26 poglavlja, od čega su 3 dekodirana uz pomoć računala. Autor vješto i elokventno izlaže mnoge filozofije poznate i klasičnih djela džainizma. Pored Kannade, djelo sadrži i napise u mnogim drugim jezicima, kao što su Marathi, Telugu, Malayam, Prakrt, Sanskrt itd. Ključ za čitanje napisa u drugim jezicima jest dodjela različitih abeceda različitim brojevima. Procjenjuje se da djelo sadrži sva glavna sanskrtska djela, kao što su Ramajana, Mahabharata, Vede i Upanišade, čiji se pojedini dijelovi dadu iščitati dekodiranjem uzorka zapisa.
Vjeruje se da djelo sadrži vrijedne podatke od različnim znanostima uključujući fiziku, zvjezdoznanstvo, medicinu, povijest, svemirska putovanja itd. 
Iako napisano u Kannadi, brojačni zapis djela omogućuje poznavateljima drugih jezika da iščitavaju i razumiju djelo na lucidan način. Kaže se da su sve umjetnosti i književnosti isprepletenu u sveukupno 718 jezika, zakrabuljene u matematičko i znanstveno platno, koje djelo čini veličanstvenim i fascinantnim.